# Nick Rhodes
Nick Rhodes (nacido como Nicholas James Bates; Moseley, Birmingham, Inglaterra, 8 de junio de 1962) es un  tecladista británico, conocido por su trabajo en la exitosa banda de new wave Duran Duran. 
Debido a sus aportes únicos dados a la banda, ha sido llamado «el gurú del teclado» por los medios musicales.[cita requerida] Es el único miembro que ha estado en la banda desde su fundación en 1978. También ha lanzado álbumes con  Arcadia en 1985 (un proyecto alternativo a Duran Duran) y con The Devils, en 2002, con Stephen Duffy.

## Historia temprana
Bates fue hijo de padres acomodados, los propietarios de una tienda de juguetes en Birmingham. En 1978, Bates abandonó la escuela a los dieciséis años y fundó Duran Duran con su compañero de escuela de arte Stephen Duffy y John Taylor. Más o menos al mismo tiempo que el nombre de Duran Duran fue elegido para la banda, que decidió cambiar su nombre, que le fue dado por John Taylor antes de la primera entrevista que tuvimos juntos para su banda. [4]
Mientras que en woodrush, él y John Taylor formaron una banda llamada "RAF" con otros compañeros de clase.
A medida que la banda se unieron en su línea final en 1979-80, Duran Duran comenzó a tocar en un club local de Birmingham llamado "The Rum Runner". Los dueños del club se convirtió gerentes de la banda, y Rhodes comenzó a trabajar en el club como un disc jockey.

## Contribuciones a Duran Duran
La banda logró un éxito rápido, y Rhodes fue una fuerza impulsora en todo. Un músico no escolarizado, experimentó con los sonidos de sus sintetizadores analógicos eran capaces de hacer, pero evitó la "novedad" sonidos de algunas bandas de sintetizador otros de los primeros. El gorjeo distintivo de "Save A Prayer", "A View to a Kill", y "Come Undone" y "Ordinary World" son algunas de sus creaciones más reconocidas, así como el futurista oscilante sintetizador que caracteriza Duran Duran homónimo primer álbum. También popularizó la protagonista Crumar en los primeros discos.
Rhodes también fue rápido en reconocer el potencial del video musical, y empujó a la banda a poner más esfuerzo en sus primeros videos que parecía justificada en su momento (antes de la llegada de MTV). Apenas veinte años cuando la banda salió estrellato importante, cultivó una imagen Androginia y extravagante a veces, llevaba mucho maquillaje, y cambió su color de pelo a su antojo.
A finales de 1990, Rhodes había comenzado a escribir las letras de Duran Duran, así como la música. Su voz alterada digitalmente se escucha en la canción que da título al álbum Medazzaland 1997.
En 2001, los cinco miembros originales de Duran Duran se reunieron para grabar nueva música, ver Duran Duran para más detalles.

## Las grabaciones producidas
Rhodes estudió las técnicas de producción mientras estaba en el estudio con Duran Duran, con el tiempo ayudó a mezclar varias pistas en el álbum Río, y fue coproductor de muchos de los álbumes posteriores de la banda.
A principios de 1983, descubrió a la banda Kajagoogoo y coprodujo su primer sencillo Too Shy (Demasiado tímido) que se convirtió en número 1 del Reino Unido (antes de cualquier de los sencillos de Durán llegar no.1). [5]
Rhodes y Warren Cuccurullo escribieron y produjeron tres canciones para el álbum de la banda Blondie en 1996, [6] las pistas no fueron utilizados, pero una canción llamada "Pop Trash Movie" fue grabada después del álbum Trash Pop 2000.
En 2002, Rhodes coprodujo y tocó sintetizadores adicionales en nueve temas del álbum Bienvenido a la Casa de los Monos de The Dandy Warhols. En 2004 produjo al grupo britpop Riviera F por su EP de debut Internacional, publicado por el Pop Cult / Tape Moderno (Rhodes y Stephen Duffy).

## Proyectos secundarios
Con sus compañeros de banda Simon Le Bon y Roger Taylor, Rhodes formaron el lado de proyecto Arcadia mientras Duran Duran estaba en descanso en 1985. La banda tuvo un mal humor, teclado, sonido pesado, mucho más atmosférico de Duran Duran (o el hard rock de la otra facción Duran de 1985, la central eléctrica). La banda obtuvo un gran éxito con "Election Day" y único álbum de la banda, So Red The Rose, fue disco de platino en los EE. UU., pero tuvo menos éxito en su natal Reino Unido. La banda nunca viajó y se disolvió cuando Duran Duran se reagruparon en 1986.
A lo largo de la década de 1990, Rhodes trabajó en un proyecto paralelo llamado Mania TV con su compañero de banda Duran Cuccurullo. Crearon un autodenominado "social chatarra cultura tríptico ópera", compuesto por música, el diálogo, las muestras, y el "sonido encontrado", y expresó la esperanza de convertirlo en una obra de Broadway. La música y el embalaje habrían sido terminado, pero no ha encontrado una etiqueta para liberarlo.
En 1999, Rhodes se reunió con el vocalista original de Duran Duran, Stephen Duffy, para crear nueva música basada en algunos de los primeros música Duran los dos habían escrito juntos. El resultado fue el álbum ojeras, publicada bajo el nombre de Los Diablos.
También en 1999, Rhodes tuvo una aparición especial pequeño (sólo voz) como piloto de bombardero de Canadá en South Park: Más grande, más largo y sin cortes.
En 2006 Rhodes y John Taylor colaboró en el álbum recopilatorio Only After Dark.
En 2011 Rodas junto con Andrew Wyatt y Mark Ronson remezclado Personal Jesus Depeche Mode Remixes de la banda británica de electrónica de compilación remix 2: 81-11.

## Vida personal
Rhodes conoció a Julie Anne Friedman(heredera de la fortuna de Younkers Department Store en Iowa, Estados Unidos)  en una fiesta en yate durante un tour en Estados Unidos en 1982, Se casaron el 18 de agosto de 1984. Tienen una hija juntos, Tatjana Lee Orchid (nacida el 23 de agosto de 1986). Después de una corta separación y un intento de reconciliación, se divorciaron en 1992. Su disputa legal como resultado precedente importante en cuanto a las cuestiones internacionales de custodia, seguido ampliamente en los tribunales de los EE. UU. y en otros países, a veces referido como el " propósito establecido "doctrina: In Re Bates, N.º 122-89 CA, Tribunal Superior de Justicia, Ct Familia Div'l. Royal Courts de Justicia, Reino Unido (1989).
Rhodes se enamoró del mundo del arte a principios de su carrera, hizo amistad con Andy Warhol and The Factory crowd, y asistir a exposiciones de todo el mundo. A finales de 1984, lanzó su propio libro de fotografías de arte abstracto llamado interferencia. Muchas de las fotos fueron exhibidas en una exposición en la Galería de Hamilton en Londres.
Rhodes ha sido vegetariano desde 1988 tras un incidente en el que se cortó en un raro bistec y la sangre corrió por su camisa blanca "como una arteria de bombeo de sangre". [9]
El padre de Rhodes, Roger Bates, a quien él estaba cerca, murió en 2008.El concierto de Duran Duran en el NIA Birmingham el 07 2008 fue dedicado al padre de Rhodes.
Rhodes es el primo segundo de Exguitarrista Tom Bates.
En noviembre de 2011, Rhodes recibió el grado de Doctorado Honorario en Artes de la Universidad de Bedfordshire, por sus servicios a la industria de la música como compositor, intérprete y productor.
- Datos: Q723826
- Multimedia: Nick Rhodes / Q723826